# Archodontes
Archodontes is een kevergeslacht uit de familie van de boktorren (Cerambycidae). De wetenschappelijke naam van het geslacht werd voor het eerst geldig gepubliceerd in 1903 door Lameere.

## Soorten
Archodontes is monotypisch en omvat slechts de volgende soort:
- Archodontes melanopus (Linnaeus, 1767)